# فندق الرئيس ويلسون
فندق الرئيس ويلسون (بالإنجليزية: Hotel President Wilson)‏ وتُترجم حرفياً فندق بريزيدنت ويلسن، هوَ فندق يَقع في جنيف في سويسرا، تمت تسميته نسبةً للرئيس الثامن والعشرون للولايات المتحدة الأمريكية وودرو ويلسون، ويَقع الفندق بالقُرب من مكتب الأمم المتحدة في جنيف على بحيرة ليمان.
يُعتبر الجناح المَلكي في فندق الرئيس ويلسون الجناح الأعلى تكلفة في العالم، حيثُ أنَّ الليلة فيه تُكلف 60,000 فرنك سويسري، ويحتوي الجناح على 12 غرفة نوم تحتل الطابق الثامن كاملاً في الفُندق، وقد استضافَ هذا الجناح رؤساء الدول ابتداءاً مِن بيل كلينتون حتى ميخائيل غورباتشوف. يمكن للضيوف مُشاهدة جبال الألب السويسرية من هذا الجناح.

## روابط خارجية
- الموقع الرسمي